# Оскар Потиорек
Оскар Потиорек (на немски: Oskar Potiorek, 20 ноември 1853 – 17 декември 1933) е офицер от Австро-Унгарската армия, заемал от 1911 до 1914 г. длъжността губернатор на анексираната през 1908 г. провинция Босна и Херцеговина, като почти не загива в атентата срещу престолонаследника Франц Фердинанд в Сараево на 28 юни 1914 г. Впоследствие той командва австро-унгарските сили в кампанията срещу Сърбия в периода 1914 – 1915 г.

## Ранни години
Роден е на 20 ноември 1853 г. в Бад Блайберг в семейството на минен специалист. Учи в Имперския военен технологичен институт и във Военната академия във Виена. През 1879 г. вече се числи към Генералния щаб, а през 1902 г. е определен за негов заместник началник лично от императора Франц Йосиф. Но императорът игнорира амбициите му, когато през 1906 г. назначава за началник на Генералния щаб фелдмаршал-лейтенант Франц Конрад фон Хьотцендорф по настояване на наследика на трона и заместник главнокомандващ армията ерцхерцог Франц Фердинанд. Потиорек заема длъжността артилерийски генерал в Грац и областта Щирия. Служи като инспектиращ генерал в Сараево до 1910 г., когато е предложен за губернатор на Босна и Херцеговина и на следващата година заема този пост.

## Сараевски атентат
През 1913 г. Потиорек кани ерцхерцога Франц Фердинанд и съпругата му херцогиня София Хохенберг да наблюдават военните маневри край Сараево на 26 и 27 юни 1914 г. Покушението срещу живота на бившия губернатор Мариян Варешанин и слуховете за бъдещи нападения на местни националисти (изтекли от сръбския премиер Никола Пашич) не възпират ерцхерцога от публични изяви в Сараево, допълнително насърчавани от ген. Потиорек, загрижен най-вече за собствения си престиж.
На 28 юни височайшата двойка тръгва с влак от град Илиджа и пристига във военния лагер във Филипович, където Франц Фердинанд провежда кратък преглед на войската. Потиорек организира официален прием на високите гости в градската ратуша (понастоящем Национална и университетска библиотека на Босна и Херцеговина). В 10:10 официалните лица слизат на гарата в Сараево и се настаняват в шест коли, които да ги откарат до ратушата. Колоната тръгва през препълнените улици, където хората са се стекли за да видят лично и да поздравят имперските особи. Мерките за сигурност са много отслабени и съвсем недостатъчни. Потиорек е във вторта кола, отворен шестместен Gräf & Stift, където освен него се намират шофьорът Леополд Лойка, собственикът на колата граф Харах и ерцхерцога със съпругата си. Недалече от полицейското управление младият сръбски националист Неделко Чабринович хвърля граната по кортежа, но не улучва и бомбата избухва в колелата на третата кола, убивайки шофьора ѝ и ранявайки пътниците и някои от посрещачите.
След официалния прием в ратушата ядосаният Франц Фердинанд решава да се отправи към болницата, където да посети ранените хора от своята свита. Един от приближените му, Андреас фон Морси (Andreas von Morsey) се опитва да го разубеди, изтъквайки, че опасността може да не е преминала. На което ген. Потиорек самоуверено заявява „Да не мислите, че Сараево гъмжи от убийци? Аз поемам отговорността.“ Все пак определя колата да поеме по друг маршрут до болницата, за да се избегне централната част на града, където сред множеството може да има още опасни лица. Решава да поемат по крайбрежната улица „Апел“, покрай река Миляцка. Но забравя да предупреди шофьора за новия маршрут. По пътя към болницата той прави десен завой към улица „Фанц Йосиф“ при което генералът му виква: "Какво правиш? Това не е пътят. Трябва да се движим по „Апел“." Водачът спира и започва бавно да обръща тежката кола. В това време те минават край тротоарно кафене, в което се е настанил да успокои нервите си след досегашния неуспех друг сръбски националист Гаврило Принцип. Той не може да повярва на очите си като вижда своите мишени да се движат с бавна скорост право пред него. Скача, приближава, вади пистолета и произвежда няколко изстела от разстояние около 1.5 м. Франц Фердинанд е улучен във врата, а съпругата му в корема. Както ще твръди на последвалия през октомври процес, не е имал никакво намерение да стреля по жената. Искал е да уцели само високопоствените мъже – ерцхерцога и губернатора, – но в суматохата прави грешка и двете най-високопоставени особи са простреляни фатално и си отиват преди да бъдат закарани до болницата.

## Участие във войната
Въпреки явните си пропуски Потиорек запазва своята длъжност. Когато атентатът и последвалия Юлски ултиматум формално довеждат до започването на Първата световна война, той става командващ офицер на австро-унгарските сили на Балканите. Спекулира се с предположението, че е изпивал „вината на оцелелия“ и това го е подтикнало да поеме ръководството на първата „наказателна“ мисия срещу Сърбия. В донесенията се докладва, че бил много ревностен в своите действи и няколко пъти заявявал, че „оцелял в Сараево, за да може да загине, отмъщавайки за атентата“, но очевидно не е особено умел командир. Не успява да победи малката сръбска армия в нито едно сражение и след пораженията „като по учебник“ при Цер, Дрина и Колубара, при които падат много жертви от австрийска страна, На 22 декември 1914 г. той е окончателно отстранен от командването и земестен с ерцхерцог Ойген Австрийски. Още същия ден е изваден и от активна военна служба.
Потиорек се оттегля в Клагенфурт, област Каринтия, където умира през 1933 г. Погребан е в гробищния парк на Терезинската военна академия във Винер Нойщат.
|  | Тази страница частично или изцяло представлява превод на страницата Oskar Potiorek в Уикипедия на английски. Оригиналният текст, както и този превод, са защитени от Лиценза „Криейтив Комънс – Признание – Споделяне на споделеното“, а за съдържание, създадено преди юни 2009 година – от Лиценза за свободна документация на ГНУ. Прегледайте историята на редакциите на оригиналната страница, както и на преводната страница, за да видите списъка на съавторите. ВАЖНО: Този шаблон се отнася единствено до авторските права върху съдържанието на статията. Добавянето му не отменя изискването да се посочват конкретни източници на твърденията, които да бъдат благонадеждни. |